# Ernst Fuchs (kunstschilder)
Ernst Fuchs (Wenen, 13 februari 1930 – aldaar, 9 november 2015) was een Oostenrijks kunstschilder.

## Biografie
Fuchs studeerde aan de kunstschool in Wenen, waar hij reeds op 15-jarige leeftijd werd toegelaten. Zijn werken werden in het begin van zijn carrière beïnvloed door Gustav Klimt en Egon Schiele. In de jaren 50 woonde Fuchs vooral in Parijs. Hij leerde verschillende kunstenaars kennen zoals Salvador Dalí en Arno Breker. Thema's die vaak terugkeerden in zijn schilderijen waren religie en seks. Fuchs werkte niet enkel als kunstschilder. Zo dirigeerde hij ook opera-uitvoeringen van Richard Wagner en Wolfgang Amadeus Mozart. Samen met Robin Page presenteerde hij een tekenprogramma op de WRD.
Fuchs overleed in 2015 op 85-jarige leeftijd. Hij had zestien kinderen bij zeven vrouwen.
- Bibliothèque nationale de France: cb11903704w (data)
- Digitale Bibliotheek voor de Nederlandse Letteren: fuch011
- Gemeinsame Normdatei: 118693972
- International Standard Name Identifier: 0000 0001 1032 0874
- KulturNav: 1c53a68b-d667-4146-9135-a55e69aad03b
- Library of Congress Control Number: n50023731
- Nationale Bibliotheek van Letland: 000343366
- MusicBrainz: 74b643e7-b739-4eda-a82e-b2ea2f4e76b6
- Nationale Bibliotheek van Tsjechië: xx0168588
- Nationale Bibliotheek van Israël: 987007403596405171
- Nationale Bibliotheek van Polen: a0000002909159
- Nederlandse Thesaurus van Auteursnamen: 068976933
- RKD-Nederlands Instituut voor Kunstgeschiedenis: 29701
- Istituto Centrale per il Catalogo Unico: VEAV056073
- SNAC: w6g747wn
- Système universitaire de documentation: 026876426
- Union List of Artist Names: 500115447
- Virtual International Authority File: 107851153
- WorldCat: E39PBJxmBjpP6Fy9XCX7rVKGHC